# Jan Karoń
Jan Karoń (ur. 6 lutego 1919 w Dłużcu k. Olkusza, zm. 13 sierpnia 2008 w Lexington, w stanie Kentucky, USA) – skrzypek, polski artysta lutnik, współzałożyciel Stowarzyszenia Polskich Artystów Lutników.

## Życiorys
Syn Jana. Ukończył klasę skrzypiec Wacława Romualda Kochańskiego w Akademii Muzycznej w Warszawie.
Po zakończeniu II wojny światowej przez 20 lat grał w Filharmonii Narodowej. W 1958 wyjechał na stypendium do Paryża, uczyć się lutnictwa w pracowni mistrza Etienne Vatelota. W 1959 otworzył w Warszawie własną pracownię lutniczą. W latach 1968–1986 był drugim skrzypkiem Orkiestry Symfonicznej w Houston. W tym samym czasie prowadził pracownię lutniczą – powierzano mu do restauracji cenne egzemplarze skrzypiec, w tym także Stradivariusa.
Autor artykułów z dziedziny lutnictwa. Swoją wiedzę i doświadczenie spisał w książce Poznaj swoje skrzypce, która stała się kompendium wiedzy dla skrzypków i lutników i w 1997 została wydana w USA pod tytułem Know your own violin.
Był również poetą. Jego wiersze ukazały się w tomiku pt. Na Jednej Strunie.

## Ordery i odznaczenia
- Srebrny Krzyż Zasługi (11 lipca 1955)[3]
- Medal 10-lecia Polski Ludowej (19 stycznia 1955)[4]